# Isidor d'Angulo i d'Agustí
Isidor d'Angulo i d'Agustí   (Vilanova i la Geltrú, 4 d'abril de 1812 - l'Hospitalet de Llobregat, 19 de setembre de 1854) fou un agrònom, economista agrari, catedràtic d'Universitat i noble terratinent d’una gran propietat agrària al delta del Llobregat del segle xix.

## Biografia
Fill del militar Manuel de Angulo y Ante, nascut a Popayán i que fou un dels promotors del Canal de la Infanta, i de Montserrat d'Agustí i Mena, hereva del patrimoni dels Fatjó.
Estudià a Barcelona i entre el 1833 i el 1839, per perfeccionar els seus estudis, viatjà per Anglaterra, l'Europa Occidental i els Estats Units d'Amèrica. Regressà a la Ciutat Comtal al 1839 on estudià a la Reial Junta Particular de Comerç de Barcelona, i fou alumne d'Eudald Jaumeandreu i Triter. Com que apostava per la modernització de l'agricultura tradicional, va participar en diverses entitats econòmiques i modernitzadores.
El 13 de maig de 1840, pels seus coneixements agronòmics, fou elegit membre de la Reial Acadèmia de Ciències i Arts de Barcelona i aquell mateix any, el 25 de maig, també fou nomenat soci de la Societat Econòmica d'Amics del País de la mateixa ciutat de Barcelona.
El 29 de juliol de 1841 exercí el càrrec de Sotssecretari General de la Reial Acadèmia de Ciències i Arts de Barcelona, aquell mateix any també exercí com a secretari de la Secció 2a; com a director de la Direcció d'Agricultura els anys 1843 i 1851 i com a comptador el 1846.
Entre el 1841 i el 1843 actuà com a Sots-president de la Junta de Comerç, la qual es creà a la capital per millorar el sistema carcerari, correccional i penal.
Es casà amb Mercè Bertran i d'Amat, germana de Felip Bertran i d'Amat. Residí a l'Hospitalet de Llobregat com a mínim des del 1842, i era propietari d'una masia, antigament coneguda com a Ca n'Agustí i Ca n'Angulo i actualment com La Remunta.
Implicat socialment en aquella agitada època, el 1843 Angulo va participar en la bullanga de Barcelona, i fins i tot fou un dels primers membres de la Junta Suprema Provisional de Govern que es constituí per a la província de Barcelona, on donà suport al pronunciament del General Prim signant la proclama de la revolta dels soldats per afegir-se a l'aixecament militar, així com signant el decret sobre l'enderroc de les muralles de Barcelona. Però va dimitir-ne en no estar d'acord amb el caràcter que prenien els esdeveniments.
El 1845 fou membre supernumerari del Consell provincial de Barcelona. El 1846, defensor de la modernització agrària, encapçalà com a president i soci econòmic, la primera granja agrària creada a Espanya amb la finalitat d'experimentar noves tècniques agrícoles sota el nom de Companyia Agrícola Catalana, l'obra principal de la qual fou estructurar una gran propietat de terrenys al delta del Llobregat, però al cap de poc temps va fer fallida econòmica.
El Govern li conferí el destí de cònsol, perquè pogués exercir els consolats de Marsella, Bordeus, Nàpols i Ginebra, i li concedí en propietat el primer que resultés vacant; no obstant això, rebutjà l'oferta. Tampoc admeté una secretaria d'ambaixada que l'Executiu li oferí, ja que segons Elias de Molins, en el seu Diccionario biográfico y bibliográfico de escritores y artistas catalanes del siglo XIX, «era tal la seva modèstia que només volia exercir càrrecs que fossin útils al foment i desenvolupament dels interessos del seu país i especialment al foment de l'agricultura, a l'estudi de la qual s'havia dedicat amb entusiasme».
Al 1848 fou nomenat vocal de la Junta d'Agricultura, Indústria i Comerç de la província de Barcelona entitat creada per substituir la Junta de Comerç, i en qualitat de membre d'aquesta junta i per excitació del ministre del Ram, va assistir al Congrés Agrícola celebrat a Madrid a l'any següent.
Al 1851 catalitzà, orientà i propulsà la fundació de l'Institut Agrícola Català de Sant Isidre el 1851, i entre els anys 1853 i 1854 dirigí la Revista de Agricultura Práctica del mateix Institut Agrícola Català de Sant Isidre, en la qual va prendre part molt activament tant en els seus treballs com en les seves discussions, publicant diversos articles on defensà la modernització agrària i la indivisibilitat de la gran propietat. Quan es plantejà la reforma del Codi Civil Angulo es mostrà partidari de les grans propietats i del sistema de l'emfiteusi.
Havent-se establert a Barcelona, per reial ordre de 21 de desembre de 1853, un curs teòric d'agricultura, dirigit a l'ensenyament dels pares escolapis i d'altres eclesiàstics que haguessin de fer de professor d'aquell ram en els diferents seminaris conciliars, se li conferí el 1854 al Sr. Angulo el desenvolupament d'aquella càtedra, així com el grau de catedràtic.
Va ser membre de la Sociedad Española de Anatomía Patológica de Barcelona i també fou l'introductor a Catalunya del cultiu de la morera multicaulis o de les Filipines (Morus alba).
Víctima del còlera asiàtic, morí a l'Hospitalet de Llobregat el dia 19 de setembre de 1854, als 42 anys, i deixà incompletes diferents obres en les quals estava treballant, relacionades amb l'agricultura, com una Historia de la agricultura espanyola i Tratado completo de agricultura pràctica.

## Obres
Va escriure les obres següents:
- Tratado completo de agricultura práctica. (obra sense concloure)
- Historia de la agricultura española. (obra sense concloure)
- Memoria sobre el cultivo de varias especies, leída en 1845 ante la Real Academia de Ciencias Naturales y Artes de Barcelona.
- Memoria sobre los medios desinfectantes de la atmósfera con aplicación a los gusanos de seda, leída un año después ante esa misma acadèmia.
- Memoria sobre el uso de los instrumentos aratorios, premiada por la Sociedad Económica Barcelonesa de Amigos del País en 1848.
- Memoria relativa a la elección con respecto a la aclimatación y crecimiento de las plantas, si que también a las necesidades del país en que habita y a las utilidades que de sus labores ha de reportar el cultivador, leída en la sesión celebrada el 6 de marzo de 1851 por la Real Academia de Ciencias de Barcelona.
- Discurso sobre el presente y porvenir de la agricultura catalana, leído en la sesión celebrada el 18 de octubre de 1852 en la Sociedad de Amigos del País barcelonesa.
- La división territorial y la agricultura (1852).